# Bloomburg
Bloomburg är en ort i Cass County i delstaten Texas, USA. Vid folkräkningen år 2000 bodde 375 personer på orten. Den har enligt United States Census Bureau en area på totalt 2,6 km², allt är land.